# Angelo Zammarchi
Monsignor Angelo Zammarchi (Castrezzato, 18 dicembre 1871 – Brescia, 8 giugno 1958) è stato un presbitero italiano, scienziato e un uomo di cultura, tra i fondatori della casa Editrice La Scuola..

## Biografia

### Infanzia
Angelo Zammarchi nacque il 18 dicembre 1871 a Castrezzato, piccolo paese a circa 30 km a Ovest di Brescia, da Battista "Tita" Zammarchi (1841 - 1930), falegname, e da Santina Carminati (1840 - 1918),  maestra elementare. Tita e Santina si sposarono nel 1870 e dal loro matrimonio, oltre ad Angelo, nacque Giulia (28 settembre 1872 - 1948). I genitori di Angelo Zammarchi vissero la fede nella maniera più semplice e cristallina, trasmettendola poi a lui.

### Formazione
Dopo la prima formazione scolastica, Angelo proseguì gli studi frequentando il ginnasio nella vicina Chiari, dove si distingueva, oltre che per l'ingegno, per la facilità di parola (che ricordava quella della madre) e per la salute prosperosa e la tenacia nel lavoro (ereditate dal padre).
Angelo sentì sempre più il bisogno di fare chiarezza nella sua vita, di capire quale fosse il disegno che il Signore aveva tratteggiato per lui. Erano tempi particolari, dove imperavano il materialismo e il laicismo; ma egli non faceva mistero delle sue convinzioni religiose.
Concluso il ginnasio con una pagella dalle straordinarie valutazioni, proprio nel periodo in cui la lotta contro la fede nella scuola, sistematicamente paganizzata, diventava sempre più determinata, Angelo e altri studenti si raccoglievano all'Oratorio della Pace a Brescia, attorno a Padre Crovato e si affidavano a Padre Antonio Cottinelli, per poter compiere i propri doveri religiosi.
Intanto frequentava il liceo "Arnaldo" a Brescia, ma la sua crescita intellettuale si appoggiava a quel bisogno di crescita spirituale che traeva nutrimento dalla frequentazione dell'oratorio della Pace e soprattutto dagli esercizi per laici, che, predicati al Sant'Antonino da Monsignor Gottardo Scotton tra il 5 e il 12 settembre 1889, furono per Angelo veramente speciali.
In questi esercizi, vi erano figure dai tratti indelebili per la storia bresciana: Andrea May, il Conte Carlo Gigli, l'Avv. Tovini, Giorgio Montini (futuro padre del pontefice Paolo VI), il Conte Grasoli, e altri: persone che lottarono per sostenere il movimento cattolico e che segnarono la storia di Mons. Zammarchi.
Angelo entrò in seminario nel novembre del 1890 e questa sarà la sua casa sino alla morte. Il 17 giugno 1894 fu ordinato Sacerdote nella Cattedrale di Brescia.

## Onorificenze
- 10 ottobre 1908: Cameriere Segreto del Sommo Pontefice S. Pio X
- 1918: Commendatore della Corona d'Italia
- 31 gennaio 1931: Prelato domestico di S.S. Pio XI
- 15 dicembre 1934: Canonico Onorario del Capitolo della Cattedrale di Brescia
- 14 aprile 1942: Protonotario apostolico "ad instar partecipantium"
- 4 giugno 1957: Medaglia d'oro al merito della cultura

## Opere
- Nell'inaugurazione dell'Osservatorio meteorologico del Seminario Vescovile di Brescia. Parole di presentazione - Brescia, tip. Queriniana, 1900, pp. 5–6
- La telegrafia senza fili di Guglielmo Marconi, con 176 illustrazioni originali e 1 tavola - Bergamo, Ist. Ital. Arti Grafiche, 1904, pp. 154 in 4° (Collezione di monografie illustrate, Serie Scientifica I)
- Osservazioni di stelle cadenti fatte al Seminario Vescovile di Brescia nelle notti 22-23 maggio, 6-7 giugno (1904) - in "Riv. Di Fisica, Matematica e Scienze naturali" di Pavia, fasc. di giugno 1904
- L'impianto idro-elettrico del Caffaro - Brescia, Queriniana, 1907, in 8° con ill., pp. 105–124
- La fissazione elettro-chimica dell'azoto atmosferico - Brescia, tip. Apollonio, 1908, pp. 52 in 8° con 13 ill. e 1 tav. (estr. dai Commentari dell'Ateneo di Brescia per l'anno 1908, pp. 131–180)
- Il cinquantenario di un'invenzione "l'anello Pacinotti", Commemorazione tenuta all'Ateneo di Brescia il 28 maggio 1911 - Pavia, C. Rossetti, 1911, pp. 30 in 8° (estr. dalla "Riv. Di Fisico-matematica e Scienze naturali" anno 1911, e un riassunto nei Commentari dell'Ateneo di Brescia per l'anno 1911, Brescia, Apollonio, 1912, pp. 109–113)
- Lezioni di catechismo illustrate per le scuole elementari - Sono divise in due serie: una per gli alunni, l'altra per gli insegnanti.
- Brevi lezioni di catechismo per la classe II elementare, Quattro edizioni dal 1916 al 1941 (Brescia, ed. La Scuola, in 16° con ill.)
- La morale cristiana per la classe IV elementare, quattro edizioni dal 1912 (Bergamo, Arti Grafiche) al 1926 (Brescia, ed. La Scuola, in 16° pp. 504 con ill.)
- Prefazione e revisione dei due volumi di Mons. Dott. Giovanni Marcoli. La fede cristiana. Lezioni di Religione ad uso degli alunni delle Scuole Secondarie. Fasc. 1 Corso Inferiore. Fasc. II Corso Superiore (Brescia, ed. La Scuola)
- Corso elementare di Chimica e Mineralogia per i Licei, con note storiche e applicazioni alla vita, all'industria e all'agricoltura - Brescia, ed. La Scuola, 1926, pp. 448 in 8° con 300 ill. e 18 tavole a colori
- Breve corso di elettricità ad uso degli studenti del Seminario vescovile di Brescia. Ristampa aggiornata, Brescia, 1926 (s.i.t. ma Soc. ed. La Scuola), pp. 32 in 8° su due colonne.
- Lezioni e conferenze di scienze fisiche e naturali con proiezioni luminose - Brescia, ed. La Scuola, 1924 - 1942, trentaquattro volumetti in 32°, desunti da articoli di divulgazione pubblicati in "Scuola Italiana Moderna" e passati poi in successive pubblicazioni scolastiche.
- 800 facili esperienze di fisica - Brescia, ed. La Scuola 1930, pp. 526
- Corso completo per l'insegnamento della Religione nelle Scuole Elementari I, II, III e IV, approvato definitivamente dal Ministero - Brescia, ed. La Scuola, 1930
- In collaborazione col prof. Dott. D. Ferdinando Baresi, Nozioni elementari di algebra. II Edizione riveduta e ampliata - Brescia, ed. La Scuola (tip. Geroldi), 1935
- In collaborazione col prof. Vittorio Calestani, Corso elementare di chimica e mineralogia per gli Istituti Magistrali - Brescia, ed. La Scuola, 1937
- In collaborazione col prof. Dott. D. Ferdinando Baresi, Corso elementare di fisica sperimentale per gli Istituti Magistrali secondo i nuovi programmi, con note storiche e applicazioni alla vita, all'industria e all'agricoltura - Brescia, ed. La Scuola (tip. Geroldi), 1937
- In collaborazione col prof. Dott. D. Ferdinando Baresi, Nozioni elementari di geometria per i Licei, II ed. riveduta ed ampliata - Brescia, ed. La Scuola, 1937
- In collaborazione col prof. Dott. D. Ferdinando Baresi, Corso elementare di fisica sperimentale per i Licei, con note storiche e applicazioni alla vita, all'industria e all'agricoltura - Brescia, ed. La Scuola, 1933
- Il problema delle api. Estratto dai fascicoli di aprile, maggio, giugno e luglio 1939 de "L'apicoltore d'italia", organo ufficiale della Sezione Apicoltori Italiani.
- In collaborazione col prof.Dott. Angelo Ferretti Torricelli, L'elettricità fino ad oggi - Brescia ed. La Scuola, 1940.
- Corso elementare di Fisica sperimentale per i Licei Classici e Scientifici - Brescia, ed. La Scuola, 1942.
- I nostri pionieri: Giuseppe Tovini: dopo cent'anni (1841-1944 nel bollettino "Scuola e Clero" a. XV, n. 5 maggio 1941
- Galileo Galilei. Contributo di "Scuola Italiana Moderna" alla commemorazione di Galileo Galilei nel terzo centenario della morte - Brescia, ed. La Scuola, 15 gennaio 1942.
- Giorgio Montini. Commemorazione, con ritr. In "Scuola Italiana Moderna", 30 gennaio 1943.
- Fisica dell'Atomo, Brescia, Ed. La Scuola, 1946.
- I cinquant'anni della Radio, in "Scuola Italiana Moderna", n. 3 (10 novembre 1947), Ed. La Scuola.
- Dall'energia nucleare all'elettricità, in "Carta penna e calamaio", (Riv. per studenti), ed. La Scuola, 1948, n. marzo, aprile e maggio.
- Il centenario d'una grande invenzione: il telegrafo, in "Scuola Italiana Moderna", n. 5 (5 dicembre 1948), 7 (15 gennaio 1949), 9 (15 febbraio 1949) Ed. La Scuola.
- Dalla radio alla telefonia: apporti (la prima comunicazione radiotelefonica europea a grande distanza attuata in Italia) - "Carta penna e calamaio", Ed. La Scuola, 1950, n. agosto-settembre.
- L'utilizzazione dell'energia dalle acque, in "Scienza e lavoro", Quaderni di divulgazione scientifica, Ed. La Scuola, 1951.
- Commemorazione di Vittorio Calestani, in "Scuola Italiana Moderna", n. 5 (15 dicembre 1951), Ed. La Scuola.
- In collaborazione col prof. Dott. D. Ferdinando Baresi, 1000 facili esperienze di fisica, Ed. La Scuola, 1953.
- L'energia nucleare sulla via del bene, in "Scienza e lavoro", Quaderni di divulgazione scientifica 1953.
- Una testimonianza: Niccolò Stenone, in "Scuola Italiana Moderna", n. 3 (1º novembre 1953) Ed. La Scuola.
- La vita è diffusa nell'universo, in "Scuola Italiana Moderna", n. 9 (1º febbraio 1954), Ed. La Scuola.
- Il sessantesimo della radiotelegrafia, in "Scuola Italiana Moderna", n. 4 (1º novembre 1955) n. 6 (16 novembre 1955), Ed. La Scuola.
- Il traforo del Sempione nei ricordi del nostro direttore, in "Scuola Italiana Moderna", n. 22 (16 aprile 1956), Ed. La Scuola.
- Come nasce un'automobile - in "Scienza e lavoro", Ed. La Scuola, 1956.